# Open Your Eyes (김경호의 음반)
《Open Your Eyes》는 김경호의 일곱번째 정규 음반이다. 타이틀은 아버지이다. 이 앨범을 발매했을 당시에 김경호는 보통 록커의 헤어스타일인 장발이 아닌 단발에 웨이브 헤어스타일을 했다.

## 수록곡
| #   | 제목                                          | 작사   | 작곡   | 편곡   | 재생 시간 |
| --- | --------------------------------------------- | ------ | ------ | ------ | --------- |
| 1.  | 〈OASIS〉                                     | miru   | 이현석 | 이현석 | 3:44      |
| 2.  | 〈아버지TITLE〉                               | miru   | 김진권 | 김진권 | 3:47      |
| 3.  | 〈Now〉                                       | 홍지유 | 김진권 | 김진권 | 3:50      |
| 4.  | 〈널 위한 지혜〉                              | 홍지유 | 박세준 | 표건수 | 4:08      |
| 5.  | 〈Time Is Up〉                                | 이현석 | 유주형 | 유주형 | 3:22      |
| 6.  | 〈Open Your Eyes〉                            | 천강수 | 김진권 | 김진권 | 4:01      |
| 7.  | 〈Break Free〉                                | miru   | 송재우 | 송재우 | 3:40      |
| 8.  | 〈내가 대신〉                                 | 강은경 | 유주형 | 유주형 | 4:04      |
| 9.  | 〈마지막 하나까지〉 (To You)                  | 김수정 | 송재우 | 송재우 | 3:47      |
| 10. | 〈Hi〉                                        | 이현석 | 이현석 | 이현석 | 3:48      |
| 11. | 〈Now (Club Remix Ver 1.0) Web Bonus Tracks〉 | 홍지유 | 김진권 | 김진권 | 3:27      |

| #   | 제목                                          | 작사   | 작곡   | 편곡   | 재생 시간 |
| --- | --------------------------------------------- | ------ | ------ | ------ | --------- |
| 1.  | 〈OASIS〉                                     | miru   | 이현석 | 이현석 | 3:44      |
| 2.  | 〈아버지TITLE〉                               | miru   | 김진권 | 김진권 | 3:47      |
| 3.  | 〈Now〉                                       | 홍지유 | 김진권 | 김진권 | 3:50      |
| 4.  | 〈널 위한 지혜〉                              | 홍지유 | 박세준 | 표건수 | 4:08      |
| 5.  | 〈Time Is Up〉                                | 이현석 | 유주형 | 유주형 | 3:22      |
| 6.  | 〈Open Your Eyes〉                            | 천강수 | 김진권 | 김진권 | 4:01      |
| 7.  | 〈Break Free〉                                | miru   | 송재우 | 송재우 | 3:40      |
| 8.  | 〈내가 대신〉                                 | 강은경 | 유주형 | 유주형 | 4:04      |
| 9.  | 〈마지막 하나까지〉 (To You)                  | 김수정 | 송재우 | 송재우 | 3:47      |
| 10. | 〈Hi〉                                        | 이현석 | 이현석 | 이현석 | 3:48      |
| 11. | 〈Now (Club Remix Ver 1.0) Web Bonus Tracks〉 | 홍지유 | 김진권 | 김진권 | 3:27      |

## 수록곡 세션 정보
1. OASIS
- 작사 : miru
- 작곡/편곡 : 이현석

- 기타 : 이현석
- 베이스 : 이현석
- 드럼 : 이동엽
- 코러스 : 김경호, 이현석

2. 아버지
- 작사 : miru
- 작곡/편곡 : 김진권

- 프로그래밍(드럼, 베이스, 스트링) : 김진권
- 기타 : 김진권
- 어쿠스틱 기타 : 김진권
- 기타 솔로 : 김세황
- 오카리나 : 박봉규
- 플루트 : 소경란
- 코러스 : 김경호

3. Now
- 작사 : 홍지유
- 작곡/편곡 : 김진권

- 프로그래밍(드럼, 베이스, 오르간) : 김진권
- 기타 : 김진권
- Right Hand Solo : 유주형
- 코러스 : 김경호

4. 널 위한 지혜
- 작사 : 홍지유
- 작곡 : 박세준
- 편곡 : 표건수

- 프로그래밍(드럼, 베이스, 스트링, 키보드) : 표건수
- 기타 : 표건수
- 어쿠스틱 기타 : 표건수
- 코러스: 김경호

5. Time Is Up
- 작사 : 이현석
- 작곡/편곡 : 유주형

- 기타 : 이현석
- 어쿠스틱 기타 : 이현석
- 베이스 : 한철재
- 드럼 : 이동엽
- 코러스: 김경호, 윤여규, 유주형

6. Open Your Eyes
- 작사 : 천강수
- 작곡/편곡 : 김진권

- 프로그래밍(드럼, 베이스, 패드, 스트링) : 김진권
- 기타 : 김진권

7. Break Free
- 작사 : miru
- 작곡/편곡 : 송재우

- 프로그래밍(드럼, 베이스) : 송재우
- 기타 : 송재우
- 코러스: 김경호

8. 내가 대신
- 작사 : 강은경
- 작곡/편곡 : 유주형

- 기타 : 이현석
- 베이스 : 한철재
- 드럼: 이동엽
- 피아노, 키보드 : 선경희
- 코러스 : 김경호

9. 마지막 하나까지 (To You)
- 작사 : 김수정
- 작곡/편곡 : 송재우

- 기타 : 송재우, 이현석
- 어쿠스틱 기타 : 송재우
- 베이스 : 한철재
- 드럼 : 이동엽
- 코러스 : 김경호

10. Hi
- 작사/작곡/편곡 : 이현석

- 기타 : 이현석
- 기타 솔로 : 이현석
- 베이스: 이현석
- 드럼 : 이동엽
- Right Hand Solo : 유주형
- 보컬 인트로 : 이현석
- 코러스 : 김경호, 이현석

## 참여스텝
- Executive Production : Zion Entertainment
- Producer : 김진권, 김승철
- Music Director : 박세준, 송재우, 유주형, 이현석
- Recorded : 홍동표@Zion Recording Studio,진관섭@Universal  Recording Studio(1,5,8-10 Drum & Backing Guitar)
- Mixed : 김진권@Zion Recording Studio
- Mastered :전훈@Sonic Korea
- Assistanted : 송현우, 김정승
- Protools Edit: 홍동표